# Briefmarken-Ausgaben für die Provinz Sachsen
Nach Ende des Zweiten Weltkrieges kam der Osten Deutschlands (das Gebiet der späteren Deutschen Demokratischen Republik) unter sowjetische Verwaltung. In fünf Regionen der Sowjetischen Besatzungszone, darunter in der Provinz Sachsen, wurden ab Juni 1945 neue Briefmarken herausgegeben. 
Im Bereich Provinz Sachsen wurden zwischen Oktober 1945 und Februar 1946 insgesamt 19 Dauermarken sowie 7 Sonderbriefmarken herausgegeben.
Der Vorname des Entwerfers der Sondermarken ist zurzeit (2012) unbekannt, im Lipsia-Briefmarkenkatalog wird er als Dipl.-Ing. Gebauer, im DDR-Universalkatalog als Postbaurat Gebauer bezeichnet.

## Liste der Ausgaben und Motive

### Legende
- Bild: Eine bearbeitete Abbildung der genannten Marke. Das Verhältnis der Größe der Briefmarken zueinander ist in diesem Artikel annähernd maßstabsgerecht dargestellt.
- Beschreibung: Eine Kurzbeschreibung des Motivs und/oder des Ausgabegrundes. Bei ausgegebenen Serien oder Blocks werden die zusammengehörigen Beschreibungen mit einer Markierung versehen eingerückt.
- Werte: Der Frankaturwert der einzelnen Marke.
- Ausgabedatum: Das erstmalige Datum des Verkaufs dieser Briefmarke.
- Gültig bis: Nach diesem Datum konnte die Marke nicht mehr verwendet werden.
- Auflage: Soweit bekannt, wird hier die zum Verkauf angebotene Anzahl dieser Ausgabe angegeben.
- Entwurf: Soweit bekannt, wird hier angegeben, von wem der Entwurf dieser Marke stammt.
- MiNr.: Diese Briefmarke wird im Michel-Katalog unter der entsprechenden Nummer gelistet.

| Sondermarken |                                                                                              |                  |                   |                  |                                 |            |       |
| Bild         | Beschreibung                                                                                 | Werte in Pfennig | Ausgabe- datum    | gültig bis       | Auflage                         | Entwurf    | MiNr. |
|              | Bodenreform - Bauer mit Pflug                                                                | 6                | 17. Dezember 1945 | 31. März 1946    | 12.025.000                      | Gebauer    | 85    |
|              | - Bauer mit Pflug                                                                            | 12               | 17. Dezember 1945 | 31. März 1946    | 12.020.000                      | Gebauer    | 86    |
|              | Wiederaufbau - Wohnungsbau                                                                   | 6+4              | 19. Januar 1946   | 31. März 1946    | 8.876.000 (gez.) 675.000 (ung.) | Gebauer    | 87A   |
|              | - Brücken- und Straßenbau                                                                    | 12+8             | 19. Januar 1946   | 31. März 1946    | 8.876.000 (gez.) 675.000 (ung.) | Gebauer    | 88A   |
|              | - Maschinenbau                                                                               | 42+28            | 19. Januar 1946   | 31. März 1946    | 4.665.000 (gez.) 675.000 (ung.) | Gebauer    | 89A   |
|              | Bodenreform Ausgabe auf sehr dünnem, glasigen oder pergamentartigen Papier - Bauer mit Pflug | 6                | 21. Februar 1946  | 31. März 1946    | 6.050.000                       | Gebauer    | 90    |
|              | - Bauer mit Pflug                                                                            | 12               | 21. Februar 1946  | 31. März 1946    | 6.050.000                       | Gebauer    | 91    |
| Dauermarken  |                                                                                              |                  |                   |                  |                                 |            |       |
| Bild         | Beschreibung                                                                                 | Werte in Pfennig | Ausgabe- datum    | gültig bis       | Auflage                         | Entwurf    | MiNr. |
|              | Dauermarkenserie I - Wappen der Provinz Sachsen                                              | 1                | 10. Oktober 1945  | 31. Oktober 1946 | 1.050.000                       | Ewald Manz | 66    |
|              | - Wappen der Provinz Sachsen                                                                 | 3                | 10. Oktober 1945  | 31. Oktober 1946 | 2.050.000                       | Ewald Manz | 67    |
|              | - Wappen der Provinz Sachsen                                                                 | 5                | 10. Oktober 1945  | 31. Oktober 1946 | 1.050.000                       | Ewald Manz | 68    |
|              | - Wappen der Provinz Sachsen                                                                 | 6                | 10. Oktober 1945  | 31. Oktober 1946 | 10.400.000                      | Ewald Manz | 69    |
|              | - Wappen der Provinz Sachsen                                                                 | 8                | 10. Oktober 1945  | 31. Oktober 1946 | 2.050.000                       | Ewald Manz | 70    |
|              | - Wappen der Provinz Sachsen                                                                 | 12               | 10. Oktober 1945  | 31. Oktober 1946 | 10.050.000                      | Ewald Manz | 71    |
|              | Dauermarkenserie II Wappen der Provinz Sachsen                                               | 10               | Dezember 1945     | 31. Oktober 1946 | 215.000                         | Ewald Manz | 72    |
|              | Dauermarkenserie III - Wappen der Provinz Sachsen                                            | 1                | November 1945     | 31. Oktober 1946 | 4.060.000                       | Ewald Manz | 73    |
|              | - Wappen der Provinz Sachsen                                                                 | 3                | November 1945     | 31. Oktober 1946 | 6.085.000                       | Ewald Manz | 74    |
|              | - Wappen der Provinz Sachsen                                                                 | 5                | November 1945     | 31. Oktober 1946 | 4.965.000                       | Ewald Manz | 75    |
|              | - Wappen der Provinz Sachsen                                                                 | 6                | November 1945     | 31. Oktober 1946 | 15.125.000                      | Ewald Manz | 76    |
|              | - Wappen der Provinz Sachsen                                                                 | 8                | November 1945     | 31. Oktober 1946 | 6.025.000                       | Ewald Manz | 77    |
|              | - Wappen der Provinz Sachsen                                                                 | 10               | November 1945     | 31. Oktober 1946 | 5.293.000                       | Ewald Manz | 78    |
|              | - Wappen der Provinz Sachsen                                                                 | 12               | November 1945     | 31. Oktober 1946 | 15.260.000                      | Ewald Manz | 79    |
|              | - Wappen der Provinz Sachsen                                                                 | 15               | November 1945     | 31. Oktober 1946 | 2.100.000                       | Ewald Manz | 80    |
|              | - Wappen der Provinz Sachsen                                                                 | 20               | November 1945     | 31. Oktober 1946 | 6.065.000                       | Ewald Manz | 81    |
|              | - Wappen der Provinz Sachsen                                                                 | 24               | November 1945     | 31. Oktober 1946 | 2.040.000                       | Ewald Manz | 82    |
|              | - Wappen der Provinz Sachsen                                                                 | 30               | November 1945     | 31. Oktober 1946 | 4.035.000                       | Ewald Manz | 83    |
|              | - Wappen der Provinz Sachsen                                                                 | 40               | November 1945     | 31. Oktober 1946 | 4.090.000                       | Ewald Manz | 84    |